# العائق التصنيفي
يعتمد دعاة الحفاظ على البيئة وعلماء البيئة وعلماء التنوع البيولوجي والمشرعون وغيرهم الكثير على المعلومات التصنيفية لإدارة وحفظ واستخدام ومشاركة التنوع البيولوجي لدينا. أصبح النقص في جميع أنحاء العالم في هذه المعلومات التصنيفية المهمة، والفجوات في معرفتنا التصنيفية، ونقص خبراء التصنيف والقيمين المدربين لسد هذه الحاجة يُعرف باسم العائق التصنيفي. تم الاعتراف بأهمية العائق التصنيفي في اتفاقية التنوع البيولوجي، الموقعة في قمة الأرض في ريو عام 1992 ، وحدثت مبادرات لم تحل المشكلة بعد.
أعظم مساهمات التصنيف للعلم والإنسانية لم تأتِ بعد. وفي محاولة لمواجهة الصعاب الهائلة وبالحد الأدنى من التمويل والمعدات والبنية التحتية والتنظيم والتشجيع، اكتشف علماء التصنيف ووصفوا وتصنيفوا ما يقرب من 1.8 مليون نوع. بينما يتم إيلاء اهتمام متزايد لجعل الوصول إلى هذا المقدار الكبير من المعلومات التصنيفية المتراكمة أكثر سهولة، لم يتم إيلاء اهتمام كبير نسبيًا لفتح الوصول إلى موارد البحث المطلوبة من قبل خبراء التصنيف أنفسهم. الفوائد المرتبطة بسهولة الوصول إلى سجلات المتاحف (مثل المرفق العالمي لمعلومات التنوع البيولوجي) أو الأنواع «المعروفة» (مثل موسوعة الحياة) مقيدة بشكل خطير عندما لا يتم اختبار هذه المعلومات للتأكد من صحتها أو ببساطة غير متوفرة، كما هو الحال بالنسبة لثلاثة أرباع أو أكثر من الأنواع الموجودة على الأرض. نتصرف كما لو أن التصنيف قد تم ولكن لا شيء أبعد عن الحقيقة.

## معوقات التصنيف
تُعزى أسباب الأزمة الحالية في التصنيف إلى فقدان المنظور في علم البيئة وعلم الأحياء التطوري مع تطور التركيب التطوري الحديث خلال ثلاثينيات وأربعينيات القرن العشرين: خلط «النمط بالعملية» ، وأدى هذا الخلط إلى «أرباك أساليب وأهداف علم الوراثة السكانية الناشئة مع تلك الخاصة بعلم التصنيف الراسخ»، والتي تسببت في التقليل من أهمية التصنيف الأساسي التقليدي، وبالتالي نقص التمويل.
يُقال أن بعض المبادرات التي تهدف إلى تجاوز عنق الزجاجة المتمثلة في عدم كفاية الخبرة التصنيفية تستمر في سحب الأموال بعيدًا عن حل المشكلة الأساسية.